# Modern Combat 3: Fallen Nation
Modern Combat 3: Fallen Nation è un videogioco sparatutto in prima persona sviluppato e pubblicato da Gameloft nel 2011 per iOS, Android, Bada 2.0 e BlackBerry PlayBook. È il terzo gioco della serie Modern Combat, e il sequel di Modern Combat: Sandstorm del 2009 e di Modern Combat 2: Black Pegasus del 2010. Il quarto gioco della serie, Modern Combat 4: Zero Hour è stato pubblicato nel 2012 e il quinto, Modern Combat 5: Blackout nel 2014.
Il gioco si differenzia dal titolo precedente, Modern Combat 2: Black Pegasus, per la trama e altre caratteristiche, quali grafica, giocabilità, intelligenza artificiale ed effetti grafici.

## Trama
Nella storia del gioco, i terroristi della Corea del Nord, del Pakistan e della Russia hanno formato un'alleanza chiamata l'alleanza K.P.R. Guidati dal malvagio Generale Popovich (un antagonista di supporto di Black Pegasus), i K.P.R. hanno dichiarato guerra agli Stati Uniti. Dopo aver sconfitto l'apparato di difesa statunitense, i K.P.R. hanno invaso il territorio degli Stati Uniti e hanno dispiegato diverse armi di distruzione di massa nelle città americane.
Il gioco inizia a Los Angeles, quando il caporale James Walker si infiltra nell'edificio dell'NSA insieme ai soldati semplici Colt e Kelly per ottenere importanti informazioni dai server. Dopo aver combattuto contro alcuni membri del personale K.P.R., i tre riescono a portare a termine la loro missione. Tuttavia, Colt e Kelly vengono uccisi prima dell'estrazione e il loro veicolo viene distrutto. Dopo essere sfuggito all'imboscata, Walker si reca nell'atrio, dove incontra il capitano Turner e i suoi uomini. All'arrivo, però, il gruppo viene colpito da un pesante incendio e l'edificio crolla. Nonostante ciò, Walker sopravvive e insieme a Turner riesce a farsi strada verso il punto di estrazione.
La storia passa poi al punto di vista del sergente maggiore Carter, che è a bordo di un aereo AC-130. Ha il compito di fornire fuoco di copertura dal cielo, permettendo alle squadre di fuoco di distruggere i ponti intorno alla città. Alla fine, il suo equipaggio riesce a impedire alle truppe della K.P.R. di spostarsi in un nuovo territorio.
Durante una missione per distruggere le batterie antiaeree a Hollywood Hills, Turner rimane ucciso in azione e Walker viene contattato dal sergente Downs (un PNG importante in Black Pegasus) e arruolato nel gruppo di operazioni speciali "Phantom Unit". Walker e Downs vengono quindi inviati in missione nelle terre selvagge dell'Alaska per ritrovare i membri della "Razor Squad", che erano scomparsi, e determinare il piano d'attacco del nemico. In Alaska, individuano i sopravvissuti della Razor Squad e fuggono su un fuoristrada. Anderson si unisce all'unità, che viene dislocata sulla Yongwang, una nave da guerra della K.P.R. situata nello stretto di Bering. L'Unità Fantasma elimina Sung, il capitano, e scopre dei caccia aerei di nuova generazione, che utilizza per fuggire. Successivamente, si infiltra in una fabbrica di armi in Siberia e distrugge le scorte di munizioni e ordigni della K.P.R..
La squadra si dirige poi in Pakistan per dare la caccia a Edward Page, un ex berretto verde che si è unito all'Alleanza K.P.R.. Durante la missione, Carter e il caporale Washington (il quarto membro dell'Unità Fantasma) vengono feriti, ma Page viene catturato con successo. Egli rivela che il generale Tong, un membro di alto rango del K.P.R., sta progettando di bombardare l'America dalla Corea del Nord. L'Unità Fantasma attacca un campo d'aviazione nordcoreano, con l'ordine di impedire a Tong di iniziare l'attacco. Tuttavia, durante l'assalto, Walker e Anderson vengono catturati e tenuti prigionieri da Tong stesso. Pochi secondi prima della loro esecuzione, Anderson riesce a fuggire e a liberare Walker, che uccide Tong.
L'unità viene quindi inviata a infiltrarsi a Kijang, un villaggio della K.P.R. usato per conservare le armi di distruzione di massa. Durante l'incursione, Popovitch riesce a catturare Downs e Walker. L'ultima cosa che viene detta loro prima di perdere i sensi è che hanno fallito e che i loro sforzi si riveleranno infruttuosi perché i missili nucleari verranno lanciati contro gli Stati Uniti. Dopo essere stati rinchiusi, Downs e Walker riescono a fuggire dalle loro celle. Popovitch fugge, ma Walker e Downs riescono a disarmare due dei tre missili nucleari. Quando raggiungono il terzo missile, però, scoprono che Popovitch ha cambiato i codici di lancio. Non avendo altra scelta, piazzano dell'esplosivo C-4 sul missile e si dirigono verso Popovich, in quella che sembra essere una missione suicida. Quando lo raggiungono, il missile esplode, uccidendo tutte le guardie di Popovich e mettendo Walker fuori combattimento. Pochi istanti dopo, Walker si risveglia e trova Popovitch che sta picchiando un Down quasi privo di sensi. Nonostante sia stordito dall'esplosione, Walker riesce a spingere Popovitch su un tubo appuntito e lo pugnala al collo prima che Popovich gli spari. Il gioco si conclude con l'arrivo di un elicottero per l'estrazione e Downs si chiede: "Che tipo di alcolici pensi che vendano qui?".
In seguito, un epilogo mostra gli Stati Uniti ripresi dalle forze del K.P.R., isolato per isolato. Tuttavia, viene rivelato che Edward Page è libero e viene riprodotta una registrazione audio in cui afferma: "Non avete idea di quanto sono disposto ad andare avanti".